# Eva Gore-Booth
Eva Selina Laura Gore-Booth (Lissadell House (County Sligo), 22 mei 1870 — Londen, 30 juni 1926) was een Iers dichter, schrijver, pamflettist, activist en suffragette. Zij was de zus van Constance Markievicz. Samen waren zij in hun jeugd bevriend met William Butler Yeats, die Eva Gore-Booth stimuleerde haar schrijftalent en gedichten te perfectioneren.

## Jeugd
Eva Gore-Booth was de tweede dochter van Lady Georgina Hill en de Arctische ontdekkingsreiziger en avonturier Sir Henry Gore-Booth, 5e baronet. Haar vader bezat tevens een landgoed van 100 km2. Op dit landgoed — Lissadell House in het noorden van County Sligo, in het noordwesten van Ierland — verstrekte sir Henry tijdens de Ierse hongersnood van 1879-1880 gratis voedsel aan zijn huurders. Daarmee bracht haar vader Eva en Constance een sterke betrokkenheid bij arbeiders en armen bij.
Tijdens hun jeugdvriendschap met de dichter WB Yeats, die Lissadell House vaak met een bezoek vereerde, werden zij beïnvloed door zijn politieke en artistieke ideeën. Yeats’ gedicht In memory of Eva Gore-Booth en Con Markievicz schetst hen als elegant.
Onderwijs genoot zij van een aan Cambridge afgestudeerde gouvernante. Daarmee beschikte Gore-Booth over een stevige basis in zowel klassieke talen en cultuur, als moderne talen en literatuur, die later regelmatig tot uiting zou komen in haar geschriften. Na haar opleiding reisde zij veel: in 1894 met haar vader door de Verenigde Staten en de Caraïben en de twee volgende jaren in Europa, mede om te kuren vanwege haar zwakke gezondheid. In Italië, waar ze mocht logeren in het huis van de Schotse schrijver George MacDonald, ontmoette zij Esther Roper, met wie zij de rest van haar leven zou samenwonen — volgens enkele bronnen blijft onduidelijk of dit een vriendschappelijke of een liefdesrelatie inhield; er lijkt echter voldoende ‘bewijs’ te zijn voor het laatste.

## Activisme
In 1897 trok ze in Manchester bij Roper in. Esther Roper was secretaris van de Manchester Society for Women's Suffrage en actief in het werven van vrouwen voor deze beweging. Gore-Booth had zelf ook al enige ervaring opgedaan met activisme; met haar zusters Constance en Mabel runde ze de Sligo-afdeling van de Irish Women's Suffrage and Local Government Association. Onder de hoede van Roper groeide zij uit tot een vooraanstaande spreekbuis van de vrouwenrechtenbeweging en samen hielpen zij vrouwen te strijden voor betere arbeidsomstandigheden in de fabrieken. In 1901 kregen zij daarbij versterking van een student aan de Universiteit van Manchester, Christabel Pankhurst, dochter van NUWSS-lid Emmeline Pankhurst. Na enige tijd verwaterde dit contact vanwege de militante lijn die Christabel Pankhurst voorstond.
Deze strijd verbreedde Gore-Booth samen met onder meer Roper, haar zuster Constance en Adela Pankhurst naar het voeren van verkiezingscampagnes voor of juist tegen bepaalde politici, zoals met hun campagne tegen de herverkiezing van Winston Churchill in het Britse parlement tijdens de Manchester North West by-election. Winston Churchill verloor de verkiezingen ten faveure van de conservatieve kandidaat William Joynson-Hicks, deels ten gevolge van de oppositie van de suffragettes.
Vanwege Gore-Booths slechte gezondheid verhuisden zij en Roper in 1913 naar Londen. Tijdens de Eerste Wereldoorlog werden zij actief in The Women's Peace Crusade (De Vrouwenkruistocht voor Vrede), een sociale beweging waarin zij samenwerkten met onder meer Mary Barbour, Charlotte Despard, Teresa Billington-Greig, Helen Crawfurd, Dora Marsden, Edith How-Martyn, Margaret Nevinson, Helena Normanton en Hanna Sheehy-Skeffington.
Voor de Britse parlementsverkiezingen van 1918 voerde Gore-Booth campagne voor haar zus Constance, die een gevangenisstraf uitzat naar aanleiding van haar activiteiten tijdens de Paasopstand van 1916; Markievicz werd verkozen. Gedurende deze gevangenschap correspondeerden de zussen en nadat Markievicz gratie was verleend, begeleidde Gore-Booth haar naar Dublin.

## Schrijverschap
In haar werken schemert de Ierse renaissance door en de meeste recensenten beschouwen hen als representatief voor de Ierse literatuur uit die periode. George William Russell nam gedichten van haar op in zijn bloemlezing New poems: a lyric selection with A.E. uit 1903. Haar bekendste gedicht, The Little Waves of Breffny, is opgenomen in de bundel The One and the Many (1904).
De boeken die Yeats Gore-Booth gaf om aan haar schrijfstijl te schaven en waarvan hij hoopte dat ze haar zouden motiveren Ierse verhalen te gaan schrijven, zetten haar aan tot Ierse folklore, waarbij ze de rol van de vrouwen in haar verhaal benadrukte. In totaal bracht Eva Gore-Booth negen dichtbundels, zeven toneelstukken en verschillende — met name spirituele — essays uit. Daarnaast publiceerde zij veel pamfletten en essays over destijds actuele politieke kwesties, onder meer vrouwenrechten en —kiesrecht. Een bekend citaat van haar in casu luidt: “Sex is an accident.” (Sekse is toeval, een ‘ongelukje’.)
In 1915 begonnen Gore-Booth, Roper en hun transgender vriend Thomas Baty samen met Jessey Wade en Dorothy Cornish het tijdschrift Urania, een van de eerste culturele samenwerkingsverbanden tussen lesbiennes en homo’s.

## Werken (selectie)
poëzie
- Poems (1898)
- The One and the Many (1904)
- The Egyptian Pillar (1907)
- The Agate Lamp (1912)

toneelstukken
- Unseen Kings (1904)
- The Sorrowful Princess (1907)
- The Death of Fionavar from The Triumph of Maeve (1916)
- The Sword of Justice: A Play (1918)

essays
- Whence Come Wars? (1914)
- Religious Aspects of Non-Resistance (1915)

## Eerbetoon
Eva Gore-Booth overleed op 56-jarige leeftijd aan de gevolgen van darmkanker. Zij is begraven op St John's Churchyard in Hampstead, waar Esther Roper in 1938 in het graf naast haar begraven werd. Als postuum eerbetoon zijn op de sokkel van het standbeeld van Millicent Fawcett op Parliament Square in Londen de naam en een foto van Eva Gore-Booth en die van 58 andere suffragettes aangebracht.
- Bibliothèque nationale de France: cb16984441v (data)
- CiNii: DA08640389
- Gemeinsame Normdatei: 1024542254
- International Standard Name Identifier: 0000 0000 8209 0804
- Library of Congress Control Number: n87899286
- MusicBrainz: e42f693b-b2be-46a3-9fd7-6a357da0ac8a
- Nationale bibliotheek van Australië: 35330271
- Nationale Bibliotheek van Israël: 987007335403705171
- Nederlandse Thesaurus van Auteursnamen: 070112428
- Istituto Centrale per il Catalogo Unico: CFIV241327
- SNAC: w6k36fpr
- Système universitaire de documentation: 165805293
- Trove: 914048
- Virtual International Authority File: 26133285
- WorldCat: E39PBJxrQx8J4BBb8r9GDkjHmd